# Luke Pickering
Luke Pickering (* 4. August 1993 in Queenstown) ist ein ehemaliger neuseeländischer Eishockeyspieler, der bei Southern Stampede und Dunedin Thunder in der New Zealand Ice Hockey League spielte.  

## Karriere
Luke Pickering begann seine Karriere als Eishockeyspieler bei Southern Stampede, für die er bereits 2009 in der New Zealand Ice Hockey League debütierte. Nachdem er mit dem Team  aus seiner Heimatstadt Queenstown 2009 und 2011 jeweils Vizemeister geworden war, wechselte er zum Dunedin Thunder, mit dem er 2012 den dritten Platz belegte. 2016 kehrte er nach Queenstown zurück und wurde mit Southern Stampede im selben Jahr neuseeländischer Meister. Anschließend beendete er seine Karriere.

### International
Im Juniorenbereich nahm Pickering an den U18-Weltmeisterschaften der Division III 2009 und 2010 und der Division II 2011 sowie an den U20-Weltmeisterschaften der Division III 2012 teil.
Für die Herren-Nationalmannschaft spielte er bei der Weltmeisterschaft 2014 in der Division II.

## Erfolge und Auszeichnungen
- 2009 Aufstieg in die Division II bei der U20-Weltmeisterschaft der Division III, Gruppe B
- 2016 Neuseeländischer Meister mit Southern Stampede